# Euornithes
Clade
Clades de rang inférieur
- † Archaeorhynchus
- † Chaoyangia
- † Schizooura
- † Jianchangornis
- † Zhongjianornis
- Ornithuromorpha
  - † Alamitornis?
  - † Apsaravis
  - † Ambiortus
  - † Bellulornis
  - † Changzuiornis
  - † Eogranivora
  - † Gansus
  - † Gargantuavis
  - † Hollanda
  - † Iteravis
  - † Jiuquanornis
  - † Khinganornis
  - † Mengciusornis
  - † Patagopteryx
  - † Vorona
  - † Hongshanornithidae
  - † Songlingornithidae
  - Ornithurae

Les Euornithes (du grec ευόρνιθες, euórnithes, signifiant « vrais oiseaux ») est un groupe naturel qui comprend l'ancêtre commun le plus récent de tous les Avialiens plus proche des oiseaux modernes que de Sinornis. Ce taxon est apparu au Crétacé inférieur, il y a quelque 130,7 millions d'années.

## Description
Clarke et al. (2006) ont constaté que les euornithiens les plus primitifs connus (les Yanornithiformes) avaient une mosaïque de caractéristiques avancées et primitives. Ces espèces ont conservé des caractéristiques primitives comme les gastralia (côtes du ventre) et une symphyse pubienne. Ils ont également montré les premiers pygostyles entièrement modernes, et le spécimen type de Yixianornis (IVPP 13631) conserve huit rectrices allongées (plumes de la queue) dans un arrangement moderne. On ne connaît aucun pygostyle antérieur qui conserve un éventail de plumes caudales de cette sorte ; au lieu de cela, ils ne montrent que des panaches appariés ou une touffe de plumes courtes.

## Classification
Le nom Euornithes a été utilisé pour une grande variété de groupes avialiens depuis qu'il a été nommé pour la première fois par Edward Drinker Cope en 1889. Il a d'abord été défini comme un clade en 1998 par Paul Sereno, qui en a fait le groupe de tous les animaux plus proche des oiseaux qu'à Enantiornithes (représentée par Sinornis). Cette définition inclut actuellement un contenu similaire à un autre nom largement utilisé, Ornithuromorpha, nommé et défini par Luis Chiappe en 1999 comme l'ancêtre commun de Patagopteryx, Vorona et Ornithurae, ainsi que tous ses descendants. Parce qu'une définition est basée sur un nœud et l'autre sur une branche, Ornithuromorpha est un groupe légèrement moins inclusif.

### Relations
Le cladogramme ci-dessous suit les résultats d'une analyse phylogénétique de Michael Sy Lee et ses collègues en 2013 :
- Ornithothoraces
  - † Enantiornithes
  - Euornithes
    - † Archaeorhynchus
    - 
      - † Jianchangornis
      - 
        - † Zhongjianornis
        - 
          - † Chaoyangia
          - 
            - † Schizooura
            - Ornithuromorpha
              - 
                - † Patagopteryx
                - † Vorona

              - 
                - † Ambiortus
                - 
                  - † Songlingornithidae
                  - 
                    - † Hongshanornithidae
                    - 
                      - † Apsaravis
                      - 
                        - † Gansus
                        - 
                          - † Hollanda
                          - Ornithurae
                            - † Ichthyornis
                            - 
                              - †Hesperornithes
                              - 
                                - † Limenavis
                                - Aves (oiseaux modernes)

### Autres genres
Ce qui suit est une liste des genres euornithiens primitifs et ceux qui ne peuvent être référés en toute confiance à aucun sous-groupe, suivant Holtz (2011) sauf indication contraire.
- † Alamitornis
- † Changmaornis[5]
- † Changzuiornis[6]
- † Dingavis[6]
- † Gargantuavis
- † Horezmavis
- † Iteravis[6]
- † Juehuaornis[6]
- † Platanavis
- † Wyleyia?
- † Yumenornis[5]
- † Xinghaiornis[6]
- † Zhyraornis

Notez que Holtz a également inclus les genres Eurolimnornis et Piksi comme euornithéens, bien qu'ils aient depuis été ré-identifiés comme des ptérosaures.